# Draculo celetus
Draculo celetus là một loài cá biển thuộc chi Draculo trong họ Cá đàn lia. Loài này được mô tả lần đầu tiên vào năm 1963.

## Phân bố và môi trường sống
D. celetus có phạm vi phân bố ở Tây Ấn Độ Dương. Loài cá này được tìm thấy ở ngoài khơi đảo Inhaca (Mozambique); tỉnh Cape và thành phố Durban (Nam Phi). Chúng sống trong các hồ thủy triều, dọc theo các vùng biển ven bờ và vùng gian triều.

## Mô tả
Chiều dài cơ thể tối đa được ghi nhận ở D. celetus là 4,5 cm. Cơ thể của chúng có màu vàng da bò, hoặc màu vàng nâu sẫm hơn.
Số gai ở vây lưng: 1; Số tia vây mềm ở vây lưng: 11; Số gai ở vây hậu môn: 0; Số tia vây mềm ở vây hậu môn: 0; Số gai ở vây bụng: 1; Số tia vây mềm ở vây bụng: 5.